# Eckener-Gymnasium
Das Eckener-Gymnasium ist eine Schule im Berliner Ortsteil Mariendorf des Bezirks Tempelhof-Schöneberg. 1907 wurde es als Oberrealschule von der damals noch selbstständigen Gemeinde Mariendorf gegründet. 1911 bezog sie das von Heinrich Reinhardt und Georg Süßenguth entworfene Gebäude in der Kaiser- / Ecke Rathausstraße, das über eine Aula mit Orgel von Albert Kienscherf verfügt. 1930 erhielt die Schule den Namen des Luftschiffpioniers Hugo Eckener. Das Eckener-Gymnasium wird von etwa 780 Schülerinnen und Schülern besucht.

## Organisation und Angebote
In jedem Jahrgang gibt es zwei Klassen im grundständigen Zug, der in Klasse 5 beginnt, und zwei Klassen, die mit Klasse 7 beginnen. Erste Fremdsprache ist für alle Schüler Englisch.
- Im grundständigen Zug lernen die Schüler ab Klasse 5 Latein als zweite und zusätzlich ab Klasse 7 Französisch als dritte Fremdsprache.
- Seit 2014 gibt es neben der Lateinklasse eine MINT-Klasse im grundständigen Zug.
- Die Schüler, die in Klasse 7 beginnen, wählen wie die Schüler der MINT-Klasse entweder Latein oder Französisch als zweite Fremdsprache.

Eine der 7. Klassen wird in Kooperation mit der Musikschule Tempelhof-Schöneberg als Bandklasse speziell für musikalisch interessierte Schüler eingerichtet. Die Schüler erhalten zu den üblichen zwei Stunden Musikunterricht eine zusätzliche Stunde Instrumentalunterricht, der in kleinen Gruppen stattfindet.
Für alle musikbegeisterten Schüler stehen der Chor und das Orchester offen, die regelmäßig auf Musikabenden auftreten. Diese beiden AGs sind ebenfalls Hauptbestandteil der Musicals, die alle zwei Jahre veranstaltet werden.
Die Arbeitsgemeinschaft Technik-AG, früher „Elektronik-AG“, gibt es an der Eckener-Schule etwa seit 1980, initiiert vom Physiklehrer Grießhammer. Angefangen hatte es mit einer kleinen Physik-AG. Schon damals gab es TV-Liveübertragungen innerhalb des Schulgeländes (bei Spielen in der Turnhalle und Events auf dem Hof oder in der Aula) – damals Eckener-TV. Notwendig wurde dies durch die zu kleine Aula für die Zahl der Interessenten, sodass mittels eines Fernsehsenders die Übertragung der Veranstaltungen ins Antennen-Netz der Schule eingespeist wurde. Im Laufe der Jahrzehnte gab es eine stetige Anpassung an den aktuellen Trend der Technik. Heutzutage wird diese AG bei den von der Schule organisierten Musikabenden und Musicals für die Leitung der Arbeiten für Ton und Bild benötigt.
Es gibt weitere Arbeitsgemeinschaften wie die Schülerzeitung-AG oder die Basketball-AG.
In der Gymnasialen Oberstufe arbeitet das Eckener-Gymnasium mit dem Askanischen Gymnasium und dem Luise-Henriette-Gymnasium zusammen.

## Ehemalige Schulleiter
(Amtszeiten in Klammern)
- Walter Henze (1907–1915)
- Fritz Blohmer (vorläufige Vertretung)
- Heinrich Burhenne (1917–?)
- Goß
- Homeyer
- Horst/Alfred Petzold (1946–1950)
- Friedrich Röbbeling (1951–1953)
- Willi Bertram (1953–1954)
- Grabsch (kommissarisch)
- Wilhelm Preuß (1954–1973)
- Heinz Kerkow (1973–1983)
- Pramor (vorübergehend)
- Ingelore Vogt (1983–1989)
- Wolfgang Juche (1990–1998)
- Anselm Salinger (1998–?)
- Klaus-Peter Bender (2014–2020)

## Bekannte Schüler
- Kai Buchholz, Philosoph, Designtheoretiker, Autor und Hochschullehrer
- Bushido, Rapper
- Hans-Jürgen Duchstein, Chemiker
- Siegmund Jaroch, Politiker (CDU), Tempelhofer Bezirksbürgermeister
- Helge Klassohn, evangelischer Theologe
- Eberhard Knobloch, Mathematikprofessor und Wissenschaftshistoriker
- Ernst Erich Noth (Pseudonym seit 1931, eigentlich: Paul Albert Krantz), Schriftsteller und Literaturwissenschaftler, bekannt u. a. durch die Steglitzer Schülertragödie von 1927
- Hans-Jürgen Papier, Präsident des Bundesverfassungsgerichts
- Frank Schaff, Synchronsprecher und -regisseur
- Christian Zander, Politiker

## Orgel

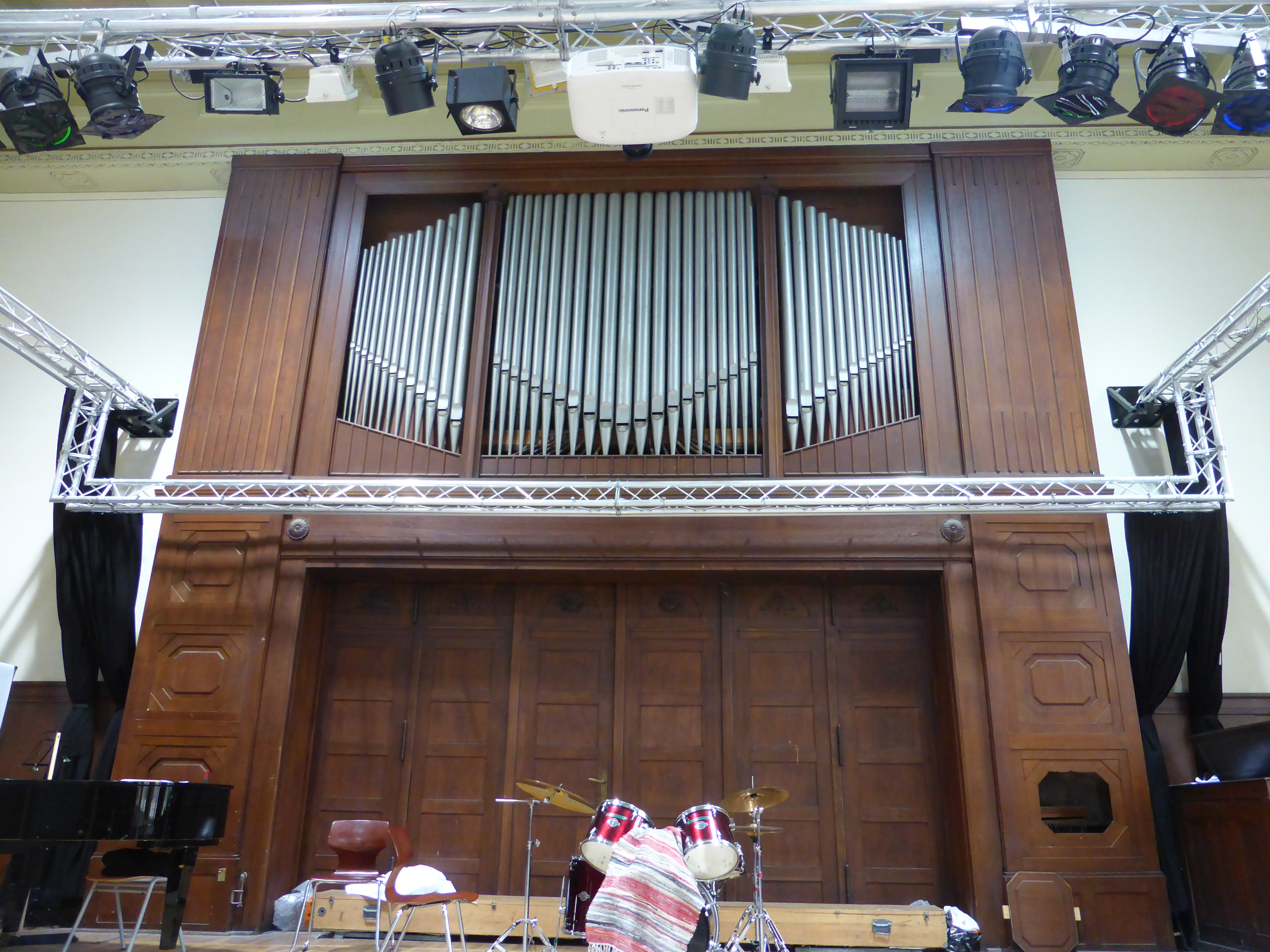
Schulorgel

Die Orgel stammt aus der Entstehungszeit der Schule und wurde von Albert Kienscherf geschaffen. Sie verfügt über eine pneumatische Traktur und – durch Transmission – über elf Register. Bei einem Umbau der Orgel in den 1960er oder 1970er Jahren wurde die Disposition verändert. Durch das Absägen bestimmter Pfeifen und den Einbau neuer Register büßte sie ihr romantisches Klangbild ein. Ziel war ein „barockeres“ Klangbild, dem auch der Schweller des II. Manuals entgegenstand, der daher außer Funktion genommen wurde. Im weiteren Verlauf kam es zur kompletten Stilllegung des Instrumentes, wobei sowohl die Balgaufzugsanlage (für den Kalkanten im oberen Stockwerk gab es einen Kalkantenruf) als auch der später eingebaute Radialventilator entfernt wurden.
Im Rahmen der Schulsanierung ist geplant, die beschädigte Orgel 2016/2017 herzurichten und die originale Disposition zu rekonstruieren.
| I. Manual C–f3      |    |
| Principal           | 8′ |
| Bordun              | 8′ |
| Viola da Gamba      | 8′ |
| Octav               | 4′ |
| Progressiv 1–3-fach |    |

| II. Manual (schwellbar) C–f3 |    |
| Aeoline                      | 8′ |
| Lieblich Gedeckt             | 8′ |
| Salicional                   | 8′ |
| Harmonieflöte                | 4′ |

| Pedal C–d1  |     |
| Subbass     | 16′ |
| Violoncello | 08′ |

- Koppeln: II/I, I/P, II/P
- Spielhilfen: Crescendotritt, Schwelltritt, Kalkantenruf

In den 1960er oder 1970er Jahren wurde die Orgel von einem unbekannten Orgelbauer verändert. Durch das Absägen bestimmter Register bzw. Pfeifen und den Einbau neuer Register büßte sie ihr romantisches Klangbild ein. Außerdem wurde der Schweller für das II. Manual stillgelegt.
| I. Manual C–f3 |    |
| Prinzipal      | 8′ |
| Quintatön      | 8′ |
| Oktave         | 4′ |
| Prinzipal      | 2′ |
| Mixtur 3-fach  |    |

| II. Manual C–f3    |    |
| Gedackt            | 8′ |
| Flöte              | 4′ |
| Waldflöte          | 2′ |
| Sexquialter 2-fach |    |

| Pedal C–d1 |         |     |
| 18.        | Subbass | 16′ |
| 19.        | Cello   | 08′ |

- Koppeln: II/I, I/P, II/P